# Archibald Joyce
Archibald Joyce (* 25. Mai 1873 in London; † 22. März 1963 in Sutton, England) war ein britischer Komponist und Orchesterleiter, der mit leichter Unterhaltungsmusik, insbesondere Walzern, zur Zeit vor dem Ersten Weltkrieg bekannt wurde.

## Leben
Joyce, geboren im Londoner Stadtteil Belgravia, sang in seiner Jugend im Chor, lernte Klavier und begann bereits früh mit dem Komponieren.
Seinen musikalischen Durchbruch feierte er mit seinen Walzern, zuerst 1908 Dream of Autumn / Songe d’Automne für Klavier, im Folgejahr Vision of Salome, deren Noten sich in England sehr gut verkauften. Seine Musik wurde in der Folge bei Tanzorchestern sehr populär und er wurde als „Englands Walzerkönig“ betitelt.
Mit Merlin Morgan, Musikdirektor an Daly’s Theatre in London, schrieb er das 1916 uraufgeführte Musical Toto, das aber nur begrenzten Erfolg hatte. In den 1910er und 1920er Jahren führte er ein Tanzorchester, mit dem er auch Aufnahmen für His Master’s Voice einspielte.

## Nachwirkung
Da Joyce nach seinen Erfolgen der Zeit um 1910 herum nicht mit dem Zeitgeschmack mitging, geschweige denn die moderne Orchestermusik verarbeitete, geriet er schon zu Lebzeiten in Vergessenheit. Charlie Chaplin verwendete mehrere von Joyce’ Werken als Begleitmusik für seinen Film Der Goldrausch von 1925. Das Musiklabel Naxos veröffentlichte 1995 in der Reihe British Light Music eine CD seiner bekanntesten Werke. Heute ist seine Musik wieder über Streaming-Plattformen wie Spotify oder Idagio verfügbar.

## Trivia
Gleich neun von Joyce’ Walzern, darunter Songe d’ Automne, waren Teil des Repertoires der Schiffsorchester der White Star Line, der Eignerin der Titanic. Der gerettete Funker der Titanic Harold Bride erinnerte sich später, das Orchester habe beim Untergang des Schiffes „Autumn“ gespielt, womit nach dem gedruckten Repertoire (nur?) Joyce’ Stück gemeint sein könnte.